# Arkadi Ghukasian
Arkadi Arsjaviri Ghukasian (armeniska: Արկադի Արշավիրի Ղուկասյան), född 22 juni 1957 i Stepanakert i Sovjetunionen, är en nagornokarabachisk politiker. Ghukasian är sedan 1997 den armeniske presidenten i det av Armenien kontrollerade området Nagorno-Karabach i Azerbajdzjan. Ghukasian omvaldes till en ny presidentperiod 2002. Han har tidigare varit Nagorno-Karabachs utrikesminister.